# Edmund Steinacker
Edmund Steinacker (n. 23 august 1838, Debrețin, Ungaria – d. 19 martie 1929, Klosterneuburg, Austria Inferioară, Austria) a fost un politician german din Ungaria, deputat de Bistrița și Cisnădie, oponent al politicii guvernamentale de maghiarizare. În plan politic a colaborat cu principele moștenitor Franz Ferdinand, în cercul căruia l-a introdus și pe deputatul sas Rudolf Brandsch.

## Familia și studiile
Tatăl său a fost pastorul luteran Gustav Steinacker⁠(de)[traduceți], directorul școlii protestante de fete din Debrețin, apoi paroh luteran în Triest.